# Armand Amar
Armand Amar (* 1953 in Jerusalem, Israel) ist ein französischer Komponist.

## Biografie
Armand Amar wurde als Sohn einer israelischen Mutter und eines jüdisch-marokkanischen Vaters geboren. Als Kind emigrierte er mit seinem Vater nach Marokko, wo er aufwuchs. Im Alter von 15 Jahren zog Amar mit seinem Vater nach Frankreich, nachdem eine Welle des Antisemitismus Nordafrika in Folge des Sechstagekrieges ergriffen hatte.
Bereits seit seiner Jugend interessierte er sich für Musik und begann autodidaktisch, sich das Spielen mehrerer Instrumente, darunter Zarb und Tabla, beizubringen. Später suchte er sich Lehrer, um seine Kenntnisse zu verfeinern. Nachdem er 1976 auf Einladung des südafrikanischen Choreographen Peter Goss mit Tanz in Berührung gekommen und den Schauspieler Patrice Chéreau kennengelernt hatte, studierte er später am Conservatoire National Supérieur Musik. Mit dem französischen Komponisten Alain Weber gründete er 1994 seinen eigenen Musikverlag. Seit Anfang der 2000er Jahre ist er als Filmkomponist beim Französischen Film tätig. Er wurde bisher viermal für den französischen Filmpreis César nominiert, wobei er 2010 eine Auszeichnung als Bester Komponist für seine Musik an dem Drama Das Konzert erhielt. Für seine Komposition zu dem norwegischen Drama Tausendmal gute Nacht wurde Amar 2014 mit dem norwegischen Filmpreis Amanda für die Beste Musik ausgezeichnet.
Weltbekannt wurde Amar durch die Olympischen Winterspiele 2018 in Pyeongchang. Sein Werk „La Terre Vue Du Ciel“ (Die Erde vom Himmel aus betrachtet) war die Musik zum Kürprogramm der deutschen Olympiasieger Aljona Savchenko und Bruno Massot. Der frühere Olympiasieger im Eistanz Christopher Dean choreographierte das Programm zu Amars Instrumentalstück, das ungeschnitten als Grundlage für die Kür diente, die von den Wertungsrichtern mit einer Weltrekordbewertung bedacht wurde.

## Filmografie (Auswahl)
- 2002: Der Stellvertreter (Amen.)
- 2004: Die Erde von oben (La Terre vue du ciel)
- 2005: Bab'Aziz – Der Prinz, der seine Seele betrachtete (Bab'Aziz)
- 2005: Die Axt (Le Couperet)
- 2005: Geh und lebe (Va, vis et deviens)
- 2006: Der Oberst und ich (Mon Colonel)
- 2006: Tage des Ruhms (Indigènes)
- 2007: Der erste Schrei (Le premier cri)
- 2007: La jeune fille et les loups
- 2008: Bonjour Sagan (Sagan)
- 2009: Das Konzert (Le concert)
- 2009: Eden is West (Eden à l’Ouest)
- 2009: Home
- 2009: Ihre erste Afrika-Story (Grands reporters)
- 2009: London River
- 2010: Ao, der letzte Neandertaler (Ao, le dernier Néandertal)
- 2010: Grüne Hölle (Vivace)
- 2010: Hors-la-loi
- 2011: Die freien Menschen (Les hommes libres)
- 2011: Nordkorea für Einsteiger (Voir le pays du matin calme)
- 2011: Quelle der Frauen (La source des femmes)
- 2011: Tu seras mon fils
- 2012: Mein kleiner Orangenbaum (Meu Pé de Laranja Lima)
- 2012: Planet Ocean
- 2013: Belle & Sebastian (Belle et Sébastien)
- 2013: Tausendmal Gute Nacht (Tusen ganger god natt)
- 2013: Für eine Frau (Pour une femme)
- 2015: Human – Die Menschheit (Human)
- 2015: Sebastian und die Feuerretter (Belle et Sébastien, l'aventure continue)
- 2017: Ein Sack voll Murmeln (Un sac de billes)
- 2018: Mia und der weiße Löwe (Mia et le lion blanc)
- 2018: Die Kunst der Nächstenliebe (Les bonnes intentions)
- 2019: Der Junge und die Wildgänse (Donne-moi des ailes)
- 2020: Le diable au corps
- 2020: Unterwegs mit den Wölfen (Marche avec les loups)
- 2023: Vivant, Dokumentarfilm
- 2024: Ella und der schwarze Jaguar (Le dernier jaguar)
- 2024: Black Tea

## Auszeichnungen für Musikverkäufe
| Platin-Schallplatte - Polen - 2024: für das Lied Amar: castells |

| Land/RegionAuszeichnungen für Musikverkäufe (Land/Region, Auszeichnungen, Verkäufe, Quellen) | Gold | Platin  | Verkäufe | Quellen |
| -------------------------------------------------------------------------------------------- | ---- | ------- | -------- | ------- |
| Polen (ZPAV)                                                                                 | —    | Platin1 | 50.000   | olis.pl |
| Insgesamt                                                                                    | —    | Platin1 |          |         |